# 福島文右衛門
福島 文右衛門（ふくしま ぶんうえもん、1873年（明治6年）8月20日 - 1937年（昭和12年）1月2日）は、明治から昭和時代前期の政治家、実業家、銀行家。貴族院多額納税者議員。

## 経歴
素封家・福島文衛の長男として敦賀県今立郡鯖江清水町（福井県今立郡鯖江町を経て現鯖江市）に生まれ、1905年（明治38年）3月、家督を相続し、前名文治を改める。生家は醤油醸造業を営んだ。1908年（明治41年）越前電気を設立し、同社長に就任。福井県農工銀行頭取を務めたのち、1911年（明治44年）福井県多額納税者として貴族院議員に互選され、同年9月29日
から1918年（大正7年）9月28日まで在任した。鯖浦電気鉄道や福井県鯖江女子師範学校の創設にも関与した。

## 親族
- 長男 福島文右衛門 (鯖江市長)[4]